# The Lot
The Lot è una serie televisiva statunitense in 17 episodi trasmessi per la prima volta nel corso di 2 stagioni dal 1999 al 2001.
È una serie del genere drammatico incentrata sulle vicende di uno studio cinematografico degli anni 1930, il fittizio Sylver Screen Pictures. La serie vinse un Emmy Award nel 2001 per i costumi.

## Personaggi e interpreti
- Harry Sylver, interpretato da Allen Garfield.
- Letitia DeVine, interpretato da Holland Taylor.
- Myron Sylver, interpretato da Jeffrey Tambor.
- Mrs. Clarke (10 episodi, 2001), interpretato da Robyn Peterson.
- Libby Wilson (3 episodi, 2001), interpretato da Harriet Sansom Harris.
- Colin Rhome (2 episodi, 2001), interpretato da Michael York.
- Leo Sylver, interpretato da Victor Raider-Wexler.
- Rachel Lipton, interpretato da Kim Rhodes.
- Victor Mansfield, interpretato da Victor Webster.
- Roland White, interpretato da Jonathan Frakes.
- Jack Sweeney, interpretato da Perry Stephens.

## Produzione
La serie, ideata da Rick Mitz, fu prodotta da American Movie Classics (AMC) e Rick Mitz Productions e girata a Los Angeles in California. Le musiche furono composte da Nicholas Pike.

### Registi
Tra i registi sono accreditati:
- Guy Ferland
- Sharon Hall
- Stephen M. Katz
- Turi Meyer
- Jonathan Schmock
- Doug Wager

### Sceneggiatori
Tra gli sceneggiatori sono accreditati:
- Rob Dames
- Lori Lakin
- Rick Mitz
- Colleen O'Dwyer
- Steven Peros
- Hall Powell
- Kim Powers
- Susan Rice
- Leonard Ripps
- Barbara Romen
- Jay Wolpert

## Distribuzione
La serie fu trasmessa negli Stati Uniti dal 19 agosto 1999 all'8 aprile 2001 sulla rete televisiva AMC.

## Episodi
| Stagione         | Episodi | Prima TV USA |
| ---------------- | ------- | ------------ |
| Prima stagione   | 4       | 1999         |
| Seconda stagione | 13      | 2001         |